# セルゲイ・プレミーニン
セルゲイ・アナトレビチ・プレミーニン（ロシア語: Сергей Анатольевич Преминин, ラテン文字転写: Sergei Anatol'evich Preminin, 1965年10月18日 - 1986年10月3日）はソビエト連邦の軍人。
自らの生命を犠牲に原子力潜水艦K-219の原子炉を停止させ、メルトダウンを阻止したことで知られる。

## 経歴
電気技師の父と、亜麻工場勤務の母の間に３人兄弟の一人として生まれる。セルゲイはクラサヴィノにある学校に通い、兄のニコラスと同じ道を歩むためヴェリキイ・ウスチュグにある技術学校を卒業した。
1984年10月23日、セルゲイはソ連海軍に召集され、戦略原子力潜水艦K-219勤務となった。

### 事故
1986年10月3日、バミューダの北東680マイル (1,090 km) で哨戒活動中のK-219はミサイル発射管、第IV区画（前部ミサイル区画）の爆発と火災に見舞われた。この爆発で3人の水兵が死亡した艦は、2つある原子炉を停止させるために浮上した。
生き残った乗組員は爆発現場から離れ、ガスマスクを着用して船首と船尾に避難した。その後、原子炉の温度計が非常に高い温度を示し、冷却水の流量が減少しつつあった。これはメルトダウンが差し迫っていることを意味したが、膨張ガスまたは高熱で制御棒のトリガが破損しており、制御室からは原子炉を停止できなかった。このため、原子炉内に入って手動で原子炉スクラムを行わなければならなかった。また、積んであった防護服は炉心付近で発生する強いガンマ線と中性子放射線から人間を保護するようには設計されておらず、この作業により乗員は強い放射線にさらされることを意味した。
原子炉担当士官のニコライ・ベリコフと彼の部下のセルゲイは、スクラムを実行するために原子炉内へ入った。彼らは4本ある制御棒のうち3本を挿入したが、約70℃という高温のためにベリコフは意識を失った。セルゲイは4本目の制御棒を挿入したが、これは非常に力を必要とする作業で、制御棒案内管は高熱によってひどく変形した。
作業後、セルゲイは原子炉から出ようとしたが、原子炉内外の圧力差のためにハッチを開けられなかった。他の乗組員たちは外部からハッチをこじ開けようと試みたが、セルゲイは高熱の原子炉内で死亡した。乗組員は有毒ガスから逃れるため、さらに後方へ移動しなければならなかった。

## フィクション
敵対水域　 ピーター・ハクソーゼン、R.アラン ホワイト、イーゴリ クルジン著
潜水艦の沈没とプレミーニンの功績を題材とした作品。英国BBCがDavid Drury監督のもと、同年に同名のテレビ映画を製作し、ロブ・キャンベルがプレミーニン役を演じている。

## 栄誉

### 勲章
死後に複数の勲章が授与されている。
- 赤星勲章 - 死後、ソ連最高会議幹部会の令によって（1987年7月23日）。[3]
- ロシア連邦英雄 - メダル409番、1997年8月7日の大統領令番号844による[3][4]。
- 祖国への奉仕一等勲章（英語版） - 2003年10月31日[3]。

### 記念碑
- ムルマンスク州ガジーヴォ（英語版）　K-219の母港であるこの街には、記念碑のほか、彼の名がつけられた通りと二つの学校がある。
- ヴォログダ州ヴェリキイ・ウスチュグ県、クラサヴィノ（英語版）　彼に敬意を表して建てられた記念碑がある。
- ヴォログダ州ヴェリキイ・ウスチュグ県、スコルニャコヴォ（д.Скорняково）　クラサヴィノ郊外に位置し、彼の出生地であるこの地には、彼の英雄的行為を記念した大理石造の碑があり、「核の大惨事から世界を救った、ロシアの水兵”セルゲイ・プレミーニン”に」という碑文が刻まれている。[5]